# Juring
Juring é uma cidade da Serra Leoa.